# Furio Lauri

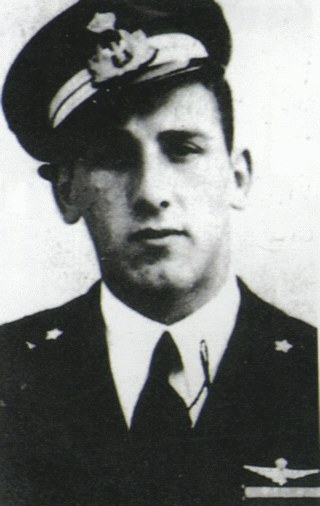
Furio Lauri

Furio Lauri (* 11. Oktober 1918 in Zara, heute Zadar in Kroatien; † 2. Oktober 2002 in Rom) war ein italienischer Jagdflieger des Zweiten Weltkriegs. Ihm wurden 18 persönliche Luftsiege bestätigt, weitere wurden entsprechend der Vorgehensweise der italienischen Luftwaffe "kollektiviert" (d. h. seiner Einheit zuerkannt). Nach dem Krieg war er als Unternehmer im Flugzeugbau tätig.

## Leben
Lauri trat nach einem Jurastudium 1939 in die Regia Aeronautica ein und absolvierte eine Pilotenausbildung an der Jagdfliegerschule in Castiglione del Lago (Umbrien). Im Zweiten Weltkrieg flog er bis Ende 1941 veraltete Doppeldecker vom Typ Fiat CR.42, mit denen er insgesamt elf feindliche Kampfflugzeuge abschoss. 1942 und 1943 kämpfte er mit Flugzeugen vom Typ Fiat G.50, Macchi MC.202 und Macchi MC.205. Lauri nahm an der  Schlacht um Tunesien teil, wo er von der Flugabwehr abgeschossen wurde, sich jedoch in Sicherheit bringen konnte.
Nachdem am 8. September 1943 ein Waffenstillstand mit den Alliierten in Kraft trat, entschloss sich Lauri, an deren Seite gegen die Deutschen zu kämpfen, die Italien umgehend besetzt hatten. Bis 1945 flog er vor allem Einsätze zur Unterstützung norditalienischer Partisanen. Für mehrere gewagte Sondereinsätze, bei denen er hinter der sogenannten Gotenstellung landete, erhielt er den höchsten Militärorden Italiens. Lauri schied 1947 als Major aus dem aktiven Dienst aus.
Unmittelbar nach der Rückkehr ins Zivilleben gründete er in Triest mit einigen anderen Piloten das Unternehmen Meteor S.p.A., das zunächst den Flughafen von Triest wiederaufbaute und dort vor allem ausgemusterte US-Flugzeuge reparierte. Bis 1953 kümmerte man sich auch um den Flugplatz Toblach in Südtirol. In den 1950er Jahren baute Lauris Unternehmen vor allem Segelflugzeuge (Falco, Gabbiano, Canguro), dann auch Leichtflugzeuge (FL-53, 54, 55; MS-30), u. a. als Lizenznehmer der deutschen Firma Scheibe-Flugzeugbau GmbH. Im militärischen Bereich stellte es vor allem Drohnen her (u. a. Mirach-Serie) und wurde hier zeitweise einer der Weltmarktführer. Nachdem die Militärsparte 1985 vom Finmeccanica-Konzern übernommen worden war, änderte Lauri den Unternehmensnamen in Iniziative Industriali Italiane (3I), verlegte den Unternehmenssitz nach Rom und konzentrierte sich auf den Bau von Leichtflugzeugen (u. a. Sky Arrow) und Booten.